# Total oxygen demand
Il Total oxygen demand (TOD) - in italiano richiesta totale di ossigeno (anche domanda totale di ossigeno) - rappresenta un parametro che stima, in maniera indiretta, la quantità di sostanze organiche presenti in un campione di acqua.
Il TOD determina la quantità totale di ossigeno necessaria per la completa ossidazione, mediante combustione, dei composti organici, ed in misura minore quelli inorganici, presenti in un campione di acqua.
I valori ottenuti vengono espressi in milligrammi di ossigeno per litro.
Insieme a:
- Richiesta Teorica di Ossigeno (ThOD)
- Carbonio Organico Totale (TOC)
- Domanda biochimica di ossigeno (BOD)
- Domanda chimica di ossigeno (COD)

è una delle determinazioni analitiche indirette utilizzate per stabilire il grado di inquinamento dell'acqua da parte di sostanze ossidabili, principalmente organiche.

Nelle analisi di TOD il campione d'acqua viene inoculato assieme a una portata di gas con una quantità definita di ossigeno, in una zona di reazione a elevata temperatura (circa 900 °C) e in presenza di un catalizzatore (platino).

Durante la cosmbustione le sostanze organiche vengono convertiti in sostanze stabili.

Il TOD viene usato molto raramente in laboratorio, dove gli si preferisce la Domanda chimica di ossigeno ma è diffuso nel campo degli analizzatori in linea.